# Perry Mason (Warner Bros.)
Perry Mason é uma série de filmes produzidos pela Warner Bros. entre 1934 e 1937, todos eles foram baseados nas obras de Erle Stanley Gardner e protagonizados por Warren William, com exceção dos dois últimos protagonizados por Ricardo Cortez e Donald Woods os três interpretaram Perry Mason, enquanto Della Street foi interpretada por 5 diferentes atrizes.

## Os filmes
| Nº | Nome                              | Lançamento             | Direção           | Roteiro                                           | Elenco                                                            |
| 01 | The Case of the Howling Dog       | 22 de Setembro de 1934 | Alan Crosland     | Ben Markson Erle Stanley Gardner                  | Warren William como Perry Mason Helen Trenholme como Della Street |
| 02 | The Case of the Curious Bride     | 13 de Abril de 1935    | Michael Curtiz    | Tom Reed Erle Stanley Gardner                     | Warren William como Perry Mason Claire Dodd como Della Street     |
| 03 | The Case of the Lucky Legs        | 5 de Outubro de 1935   | Archie Mayo       | Jerome Chodorov Brown Holmes Erle Stanley Gardner | Warren William como Perry Mason Genevieve Tobin como Della Street |
| 04 | The Case of the Velvet Claws      | 15 de Agosto de 1936   | William Clemens   | Tom Reed Erle Stanley Gardner                     | Warren William como Perry Mason Claire Dodd como Della Street     |
| 05 | The Case of the Black Cat         | 31 de Outubro de 1936  | William C. McGann | F. Hugh Herbert Erle Stanley Gardner              | Ricardo Cortez como Perry Mason June Travis como Della Street     |
| 06 | The Case of the Stuttering Bishop | 8 de Junho de 1937     | William Clemens   | Kenneth Gamet Don Ryan Erle Stanley Gardner       | Donald Woods como Perry Mason Ann Dvorak como Della Street        |